# Tambaram
Tambaram là một thành phố và khu đô thị của quận Kancheepuram thuộc bang Tamil Nadu, Ấn Độ.

## Địa lý
Tambaram có vị trí 12°56′B 80°07′Đ / 12,93°B 80,11°Đ Nó có độ cao trung bình là 32 mét (104 feet).

## Nhân khẩu
Theo điều tra dân số năm 2001 của Ấn Độ, Tambaram có dân số 137.609 người. Phái nam chiếm 51% tổng số dân và phái nữ chiếm 49%. Tambaram có tỷ lệ 78% biết đọc biết viết, cao hơn tỷ lệ trung bình toàn quốc là 59,5%: tỷ lệ cho phái nam là 82%, và tỷ lệ cho phái nữ là 74%. Tại Tambaram, 10% dân số nhỏ hơn 6 tuổi.